# Giuseppe Sartore
Giuseppe Sartore (Val di Nizza, 31 marzo 1937 – Godiasco Salice Terme, 30 maggio 1995) è stato un ciclista su strada italiano.
Professionista tra il 1960 e il 1968, conta una vittoria di tappa al Giro d'Italia.

## Carriera
Corse per la Bianchi, la Carpano, la Cynar, la Sanson, la Zonca, e la Faema. Ottenne due vittorie da professionista, una tappa al Giro d'Italia 1962 e una tappa al Tour de Romandie nel 1963.

## Palmarès
- 1959 (Dilettanti)

Targa d'Oro Città di Legnano
- 1962

19ª tappa Giro d'Italia (Frabosa Soprana > Saint-Vincent)
- 1963

3ª tappa, 1ª semitappa Tour de Romandie (Yverdon> Delémont)

## Piazzamenti

### Grandi giri
- Giro d'Italia

1960: 19º
1961: 78º
1962: 25º
1963: 30º
1964: 47º
1965: 39º
1966: 69º
- Tour de France

1962: 71º
1963: ritirato (16ª tappa)
- Vuelta a España

1962: ritirato

### Classiche
- Milano-Sanremo

1961: 119º
1963: 51º
1964: 98º
1966: 82º
- Paris-Roubaix

1961: 53º
- Giro di Lombardia

1960: 43º
1963: 39º